# Anthony Jeanjean
Anthony Jeanjean (* 13. Mai 1998 in Bassan) ist ein französischer BMX-Freestyle-Fahrer. Er ist Spezialist der Variante Park.

## Sportlicher Werdegang
Jeanjean stammt aus Südfrankreich und entdeckte den BMX-Sport mit zehn Jahren, als ihn seine Eltern als Zuschauer zum Festival international des sports extrêmes (FISE) in Montpellier mitnahmen. Er schloss sich dem Club Passion BMX Sérignan an und nahm mit 13 erstmals selbst an jener Veranstaltung teil. Bei den erstmals ausgetragenen Urban-Cycling-Weltmeisterschaften 2017 schaffte er es ins Finale und wurde Neunter. Im Jahr darauf hatte er eine schwere Sturzverletzung und verbrachte einen Monat im Krankenhaus.
2019 hatte er seinen endgültigen Durchbruch: Er wurde erstmals französischer Meister und gewann zudem die erstmals ausgetragenen Europameisterschaften. Den französischen Meistertitel holte er seitdem noch dreimal (2020, 2022 und 2023), den Europameistertitel verteidigte er (nach der Pause wegen der Corona-Pandemie) 2021 und 2022. Bei den Europaspielen 2023, die zugleich als Europameisterschaften zählten, musste er erstmals Kieran Reilly den Vortritt lassen.
2021 vertrat Jeanjean Frankreich im olympischen Freestyle-Wettbewerb. Er stürzte im zweiten Final-Durchgang und belegte den siebten Platz.
Im UCI-BMX-Freestyle-Weltcup konnte Jeanjean erstmals 2022 in Brüssel einen Sieg feiern, in jenem Jahr wurde er Zweiter der Gesamtwertung. Weitere Weltcup-Siege kamen 2023 (erneut Brüssel) und 2024 (Enoshima, Montpellier) hinzu, dazu stand er mehrmals auf dem Podium von Weltcup-Veranstaltungen. Seine beste Platzierung bei Weltmeisterschaften hatte er 2022, als er die Bronzemedaille gewann.
2024 gewann Jeanjean zunächst die ersten zwei Runden des Freestyle-Weltcups, dann auch beide Runden der olympischen Qualifikationsserie, womit er sich einen Startplatz im olympischen BMX-Freestyle-Wettkampf sicherte. Vor Heimpublikum in Paris stürzte er im Finale zu Beginn seines ersten Laufs, holte sich mit einem überzeugenden zweiten Lauf aber die Bronzemedaille.

## Erfolge
2019
 Europameister
 Französischer Meister
2020
 Französischer Meister
2021
 Europameister
2022
 Europameister
 Französischer Meister
 Weltmeisterschaften
ein Weltcup-Sieg
2023
 Französischer Meister
 Europameisterschaften / Europaspiele
ein Weltcup-Sieg
2024
Gesamtwertung und zwei Siege im Weltcup
Gesamtwertung und zwei Siege Olympische Qualifikationsserie
 Olympische Spiele
 Europameisterschaften